# Saint Croix (wyspa Wysp Dziewiczych Stanów Zjednoczonych)
Saint Croix – wyspa na Morzu Karaibskim, należąca do Wysp Dziewiczych Stanów Zjednoczonych. Jest to największa wyspa tego terytorium, licząca 218 km² powierzchni. W 2010 roku wyspę zamieszkiwało 50 601 mieszkańców.

## Geografia
Wzdłuż północnego wybrzeża wyspy biegnie pasmo wzgórz, z których najwyższe są Blue Mountain (334 m n.p.m.) i Mount Eagle (332 m n.p.m.). Pozostałą część wyspy zajmuje nizinna równina, na znacznym obszarze wykorzystywana rolniczo. Głównymi miejscowościami na wyspie są Christiansted i Frederiksted.

## Historia
Odkryta przez Kolumba, wyspa nazwana została Santa Cruz (z hiszp. „święty krzyż”; obecna nazwa jest jej francuskim tłumaczeniem). W 1643 roku skolonizowali ją Anglicy oraz Holendrzy, wkrótce wyparci przez angielskich kolonistów. W 1650 władzę na niej przejęli Hiszpanie, a tuż po nich Francuzi. W 1651 roku Saint Croix odkupili od nich kawalerowie maltańscy, by w 1665 roku odsprzedać ją Francuskiej Kompanii Zachodnioindyjskiej. W 1674 roku wyspa stała się kolonią francuską, od 1696 roku niezamieszkaną. W 1733 roku Saint Croix nabyła Dania, po czym włączyła ją, wraz z wyspami Saint Thomas i Saint John, w skład Duńskich Indii Zachodnich. W 1878 na wyspie wybuchło powstanie robotnicze. W 1917 całe terytorium zostało sprzedane Stanom Zjednoczonym.

## Gospodarka
Gospodarka wyspy opiera się na turystyce. Do głównych produktów eksportowych należy rum. Na wyspie uprawia się warzywa oraz trzcinę cukrową.